# Fes el Bali
Fez el Bali (árabe: فاس البالي, lit. 'Vieja Fez', lenguas bereberes: ⴼⴰⵙ ⴰⵇⴷⵉⵎ) es la parte amurallada más antigua de Fez, Marruecos. Fez el Bali fue fundada como capital de la dinastía idrisí entre 789 y 808 d. C. La UNESCO inscribió a Fez el Bali, junto con Fez Jdid, como Patrimonio Mundial en 1981 con el nombre de Medina de Fez. El Sitio del Patrimonio Mundial incluye el tejido urbano y las murallas de Fez el Bali, así como una zona de amortiguación fuera de las murallas destinada a preservar la integridad visual del lugar. Fes el Bali es, junto con Fes Jdid y la Ville Nouvelle o "Ciudad Nueva", creada por los franceses, uno de los tres principales distritos de Fez.

## Historia

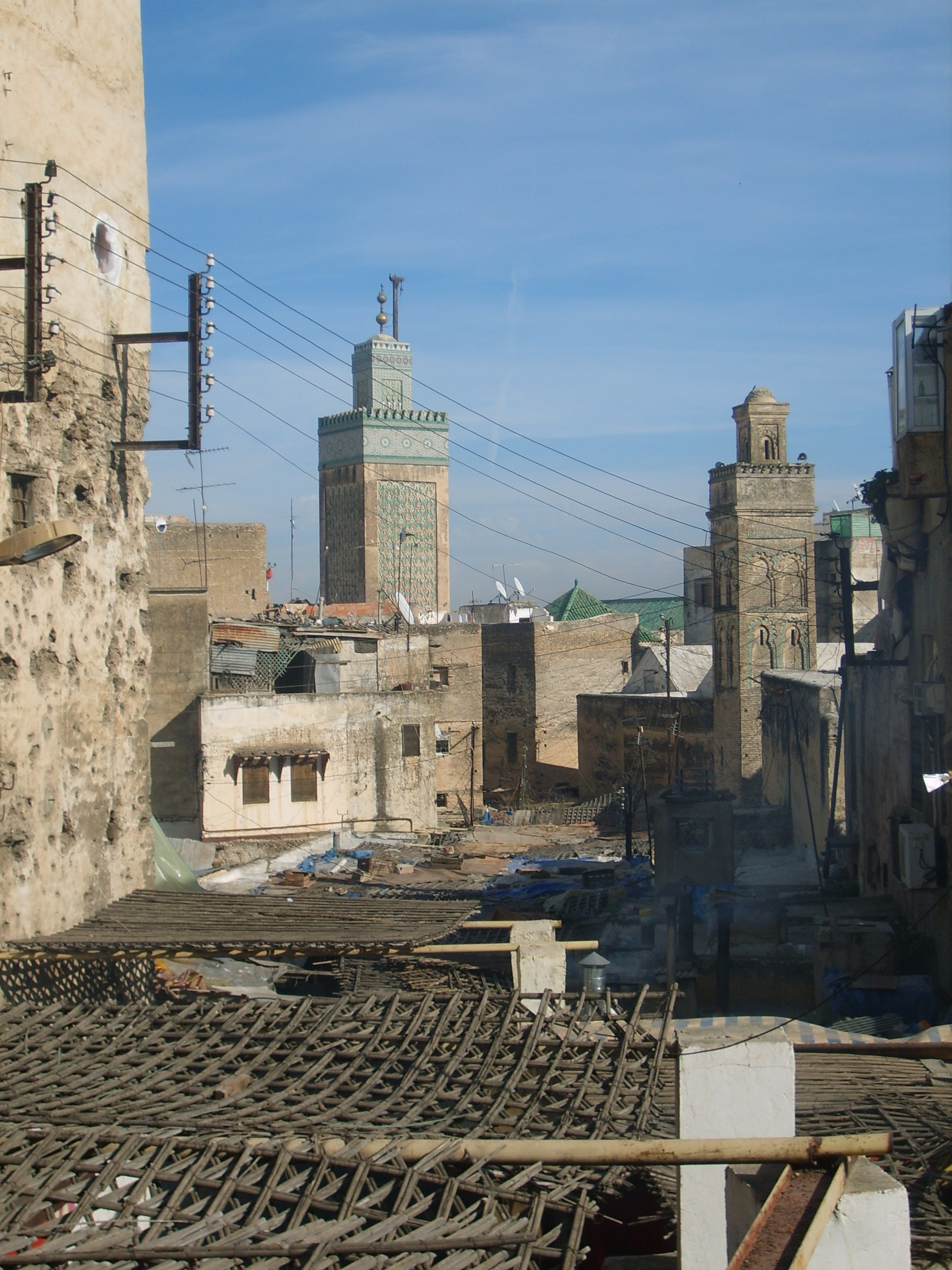
La antigua medina de Fez. Vista sobre la calle Tala'a Kebira y el minarete de la Madrasa de Bou Inania (izquierda) y otra mezquita (derecha).

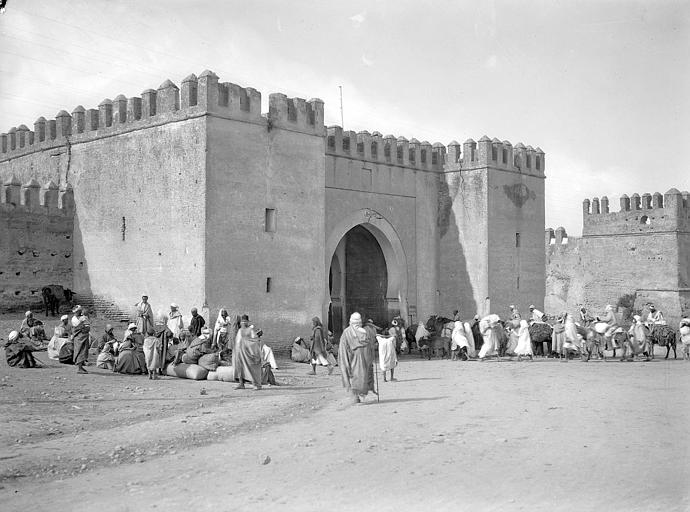
Vista de Bab Ftouh, la puerta sur de la ciudad, a principios del.

Como capital de su imperio recién adquirido, Idrís ibn Abdallah eligió construir una nueva ciudad en la margen derecha del río Fez en el año 789 d. C. Muchos de los primeros habitantes eran refugiados que huían de un levantamiento en Córdoba (actual España). Sin embargo, en 809 su hijo, Idrís II, decidió fundar una capital propia en la orilla opuesta del río Fez. A pesar de que sólo estaban separadas por un río relativamente pequeño, las ciudades se desarrollaron por separado y se convirtieron en dos ciudades individuales hasta que fueron unificadas en el siglo XI por los almorávides. Esta vez también hubo muchos refugiados que decidieron establecerse en la nueva ciudad, aunque esta vez huían de un levantamiento en Cairuán (en el actual Túnez). Las fuentes tradicionales registran que la Universidad de Al-Karaouine (o al-Qarawiyyin) fue fundada por uno de estos refugiados, Fátima al-Fihri, en 859. La UNESCO y Guinness World Records la consideran la universidad en funcionamiento continuo más antigua del mundo. La Mezquita Al-Andalusiyyin (o Mezquita de los Andaluces), en la orilla opuesta del río, también se cree tradicionalmente que fue fundada por su hermana en el mismo año.
Bajo los almorávides, Fez perdió su condición de capital, que se trasladó a la recién creada Marrakech. Durante el dominio almohade (siglos XII-XIII), Fez fue una próspera ciudad mercantil, aunque no fuera capital.  Incluso llegó a ser la ciudad más grande del mundo durante esa época, con unos 200 000 habitantes.
Después de derrotar a los almohades en Marruecos, los meriníes trasladaron la capital de Marrakech a Fez. Esto marcó el comienzo del mayor período de la historia de Fez. Cuando los meriníes trasladaron la capital a Fez en 1276, comenzaron a construir una nueva ciudad fuera de las antiguas murallas. Al principio se llamó Madinat al-Bayda ("la ciudad blanca"), pero rápidamente pasó a llamarse Fès el-Jdid ("la nueva Fez"), mientras que la ciudad antigua pasó a llamarse Fès el-Bali ("la vieja Fez").: 62 Los meriníes construyeron las primeras verdaderas madrasas en Marruecos, que incluyen muchos de los monumentos arquitectónicos más notables de la ciudad, como la Madrasa de Bou Inania, la Madrasa de Al-Attarin y la Madrasa de Sahrij.
La dinastía saadí (siglos XVI y principios del XVII), que volvió a utilizar Marrakech como capital, no prestó demasiada atención a Fez, a excepción de los ornamentados pabellones de abluciones añadidos al patio de la mezquita Qarawiyyin durante su época. Construyeron una serie de nuevos fuertes y bastiones alrededor de la ciudad que parecen haber tenido como objetivo mantener el control sobre la población local. En su mayoría estaban ubicados en terrenos más altos con vista a Fes el-Bali, desde donde habrían podido bombardear fácilmente la ciudad con cañones.  Entre ellos se encuentran la Kasbah Tamdert, justo dentro de las murallas de la ciudad cerca de Bab Ftouh, y los fuertes de Borj Nord (Borj al-Shamali) en las colinas del norte, Borj Sud (Borj al-Janoub) en las colinas del sur, y el Borj Sheikh Ahmed al oeste, en un punto de las murallas de Fes el-Jdid que estaba más cerca de Fes el-Bali. Estos fueron construidos a finales del siglo XVI, en su mayoría por el sultán Ahmad al-Mansur.
Solo cuando el fundador de la dinastía alauita, Moulay Rashid, tomó Fez en 1666, la ciudad experimentó un nuevo renacimiento, aunque breve. Construyó la Qaṣba Shrārda (también conocida como Kasbah al-Khemis) al noroeste de Fes el-Jdid para albergar a gran parte de sus tropas tribales. También restauró o reconstruyó lo que se conoció como la Kasbah an-Nouar, que se convirtió en la vivienda de sus seguidores de la región de Tafilalt (el hogar ancestral de la dinastía alauita). Por esta razón, la kasbah también se conocía como Kasbah Filala ("Kasbah de la gente de Tafilalt"). Moulay Isma'il, su sucesor, eligió la cercana Meknès como su capital, pero restauró o reconstruyó algunos monumentos importantes en Fez el-Bali, como el Zawiya de Moulay Idr s II. Si bien los conflictos de sucesión entre los hijos de Moulay Isma'il fueron otro punto bajo en la historia de la ciudad, la fortuna de la ciudad se elevó más definitivamente después de 1757 con el reinado de Moulay Muhammad Ibn Abdallah y bajo sus sucesores.
El último cambio importante en la topografía de Fez antes del siglo XX se produjo durante el reinado de Moulay Hasan I (1873-1894), quien finalmente conectó Fez el-Jdid y Fez el-Bali construyendo un corredor amurallado entre ambas. En este nuevo corredor, entre las dos ciudades, se construyeron nuevos jardines y palacios de verano utilizados por la realeza y la alta sociedad de la capital, como los Jardines Jnan Sbil y el palacio Dar Batha.
En 1912 se instituyó el Protectorado francés de Marruecos sobre Marruecos tras el Tratado de Fez. Fez dejó de ser el centro del poder en Marruecos cuando la capital se trasladó a Rabat, que siguió siendo la capital incluso después de la independencia en 1956. Bajo el mando del general residente francés Hubert Lyautey, una política importante con consecuencias a largo plazo fue la decisión de renunciar en gran medida a la reurbanización de las ciudades históricas amuralladas existentes en Marruecos y preservarlas intencionadamente como lugares de patrimonio histórico, que aún hoy se conocen como "medinas". En su lugar, la administración francesa construyó nuevas ciudades modernas (las Villes Nouvelles) a las afueras de las ciudades antiguas, donde los colonos europeos residían en su mayoría con servicios modernos de estilo occidental. La existencia actual de una Ville Nouvelle ("Ciudad Nueva") junto a la medina histórica de Fez fue, pues, una consecuencia de esta temprana toma de decisiones colonial y tuvo un impacto más amplio en el desarrollo de toda la ciudad Si bien las nuevas políticas coloniales preservaron los monumentos históricos, también tuvieron otras consecuencias a largo plazo al detener el desarrollo urbano en estas áreas patrimoniales. Marroquíes ricos y burgueses comenzaron a mudarse a la Ville Nouvelles más moderna durante el período de entreguerras. Por el contrario, la ciudad vieja (medina) de Fez fue colonizada cada vez más por inmigrantes rurales más pobres del campo.: 26 
En la actualidad, Fez el-Bali y la gran medina histórica son un importante destino turístico debido a su patrimonio histórico. En los últimos años se han realizado esfuerzos para restaurar y rehabilitar su tejido histórico, desde restauraciones de monumentos individuales hasta intentos de rehabilitar el río Fez.

## Geografía y diseño

### Estructura urbana
La ciudad está situada a ambos lados del río Fez (también conocido como Oued Bou Khrareb). Aunque partes de la muralla y algunas de sus puertas históricas han desaparecido, Fes el-Bali todavía está rodeada en su mayor parte por un largo y sinuoso circuito de murallas defensivas. Se entraba por varias puertas, las más importantes de las cuales eran Bab Mahrouk (aunque la cercana Bab Bou Jeloud es más famosa hoy en día), Bab Guissa y Bab Ftouh. En el extremo occidental de la ciudad había dos kasbahs (recintos fortificados) históricas adosadas a la ciudad: la kasbah an-Nouar, que aún existe en la actualidad en el lado norte de la plaza Bou Jeloud, y la kasbah Bou Jeloud, cuyas murallas han desaparecido pero que se encontraba justo al suroeste de la actual puerta de Bab Bou Jeloud. La Kasbah Bou Jeloud fue históricamente la residencia del gobernador y la sede del control del gobierno. La mezquita de Bou Jeloud, construida por los almohades, sigue siendo uno de los únicos restos del recinto original.
Como en muchas ciudades islámicas medievales, las principales calles del zoco de la ciudad suelen ir desde las puertas principales de la ciudad hasta el área de la mezquita principal de la ciudad: en este caso, Qarawiyyin y, en menor medida, Zauía de Mulay Idriss II y la Mezquita de los Andaluces. Estas mezquitas, a su vez, están ubicadas dentro o cerca de las principales zonas comerciales y económicas de la ciudad. Las propias calles del zoco constituyen los principales ejes comerciales de la ciudad y albergan la mayor parte de sus funduq s (posadas para comerciantes). Como resultado, los comerciantes y los visitantes extranjeros rara vez tenían la necesidad de salir de estas áreas y la mayoría de las calles que se bifurcaban solo conducían a carriles residenciales locales (a menudo llamados derbs ), muchos de los cuales llevaban a callejones sin salida. Incluso hoy en día, los turistas generalmente se encuentran solo en estas principales vías comerciales. Los monumentos e instituciones más importantes de la ciudad también se encuentran en o cerca de las principales calles de su zoco. En consecuencia, la medina tiene una estructura urbana cohesionada y jerarquizada que se puede distinguir en dos niveles. A nivel local, los barrios y distritos individuales están especializados en fines residenciales, comerciales e industriales. A un nivel más amplio, la ciudad se organiza en relación con los principales puntos de importancia, como las puertas y las mezquitas principales. En este nivel más amplio, hay aproximadamente cuatro centros principales de actividad y organización urbana: uno en torno a la mezquita de Qarawiyin, otro en torno a la mezquita de los Andaluces, otro en torno a la madraza-mezquita de Bou Inania y la aglomeración históricamente separada de Fez el-Jdid.
Fez el-Bali también destaca por ser una gran zona urbana sin coches (unas 300 hectáreas), debido al tejido urbano bien conservado de calles estrechas tradicionales y callejones no aptos para los coches. Sólo una carretera principal penetra en la medina desde el sur, siguiendo el curso del río, y llega a la plaza R'cif, cerca del centro de la ciudad, lo que permite el acceso del transporte público y los vehículos de emergencia.

### Distritos y barrios

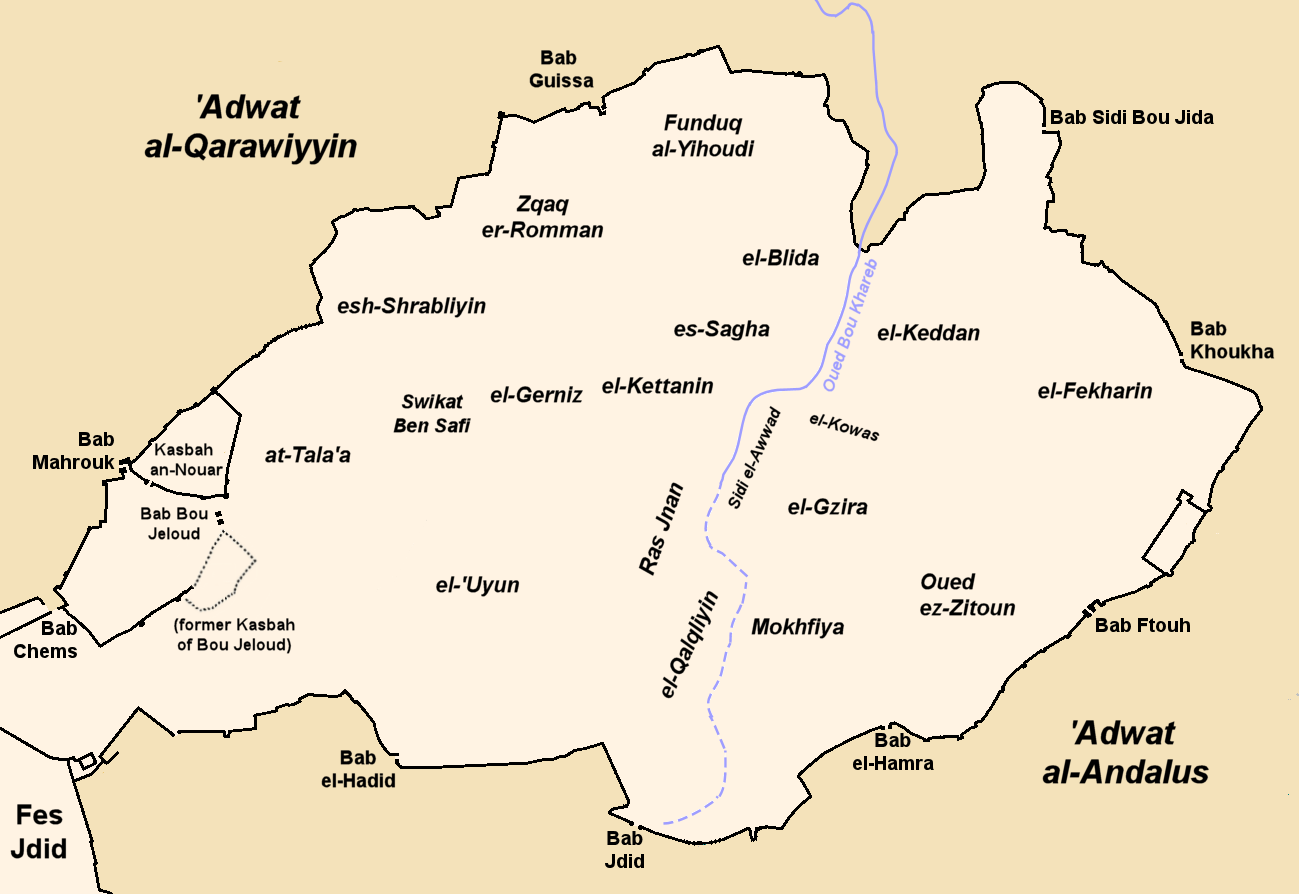
Mapa que muestra las murallas y puertas históricas de la ciudad, así como las ubicaciones aproximadas de los barrios históricos (tal como existían a principios del siglo XX)

La ciudad está dividida a grandes rasgos en dos barrios, en orillas opuestas del río Fez: el barrio Qarawiyyin o 'Adwat al-Qarawiyyin (en la orilla occidental) y el barrio andalusí o 'Adwat al-Andalus (en la orilla oriental). Estos se dividen a su vez en barrios o distritos históricos más pequeños. A principios del siglo XX, el historiador francés Roger Le Tourneau registró que la ciudad estaba dividida administrativamente en los 18 barrios que se enumeran a continuación. Le Tourneau señaló que el Salwat el-Anfas, una crónica del siglo XIV, recoge una división de barrios muy similar, aunque los límites y los nombres hayan cambiado ligeramente. El nombre 'Adwat por sí solo también se utiliza en algunas fuentes para referirse a toda la orilla oriental de la ciudad (el barrio andaluz).: 118–120 
Barrio Qarawiyyin:
- at-Tala'a ("la Cuesta/Subida")
- el-'Uyun ("las Fuentes")
- el-Qalqliyin
- Ras Jnan ("Comienzo de los Jardines")
- el-Gerniz ("el Cardo ")
- el-Kettanin ("los Comerciantes Textiles")
- Swikat Ben Safi ("el pequeño Zoco de Ibn Safi")
- esh-Shrabliyin ("los Mercaderes de Zapatillas ")
- Zqaq er-Romman ("la calle de la Granada ")
- Funduq el-Yihudi ("el almacén/posada del Judío")
- el-Blida ("la Pequeña Ciudad")
- es-Sagha ("los Cambistas")

Barrio Andaluz:
- el-Mokhfiya ("el Oculto")
- Sidi el-Awwad y el-Kowas ("las Bóvedas ")
- el-Keddan ("la Toba ")
- el-Gzira ("la Isla")
- el-Fekharin ("los Alfareros ")
- Oued ez-Zitoun ("el río de los Olivos ")

Tanto la zona del-Fekharin como la de Oued ez-Zitoun, que ocupan toda la región oriental del barrio andalusí más allá de la mezquita de Andalusiyyin, estaban prácticamente vacías de construcciones importantes antes del siglo XX, a excepción de algunas estructuras religiosas y funduqs (edificios de comerciantes). Estos distritos sólo se llenaron de estructuras residenciales durante el periodo del Protectorado francés en el siglo XX. El distrito de al-'Uyun, que abarcaba una zona muy amplia en la región sureste del barrio de Qarawiyyin, estaba históricamente ocupado por jardines y ricas fincas utilizadas por las clases ricas y burguesas de la ciudad. Así lo atestigua el número de mansiones históricas que aún existen en esta zona, como el Dar Moqri y el Dar Glaoui. El nombre de al-'Uyun, "las Fuentes", hacía referencia a la presencia de numerosos arroyos y fuentes de agua que atravesaban el barrio y proporcionaban agua a sus jardines.
El nombre Funduq el-Yihudi ("el Almacén/Posada del Judío") refleja el hecho de que, antes de la creación de la Mellah en Fes el-Jdid, la comunidad judía se había concentrado en este barrio desde la época de Idrís II (principios del siglo IX). (Aunque los judíos también habían vivido y trabajado en muchas otras partes de la ciudad durante este período.) El cementerio judío original de la ciudad también estaba ubicado cerca de aquí, justo afuera de la puerta cercana de Bab Guissa.

## Amenazas y conservación
Según la UNESCO, existen dos amenazas principales para este Patrimonio de la Humanidad:
- Una población cada vez mayor en una zona ya peligrosamente superpoblada y el desarrollo urbano descontrolado que resulta de ello.[4]
- El deterioro de los edificios[4]

Debido a la vulnerabilidad del sitio, el gobierno ha adoptado un plan especial para cuidar este sitio del Patrimonio Mundial y todos los edificios y monumentos que contiene. El objetivo es evitar que las casas se derrumben, aumentar el turismo sostenible y salvaguardarlo todo.
Desde 1989, una agencia casi gubernamental conocida como ADER-Fès (Association pour la dédensification et réhabilitation de Fès-Médina) se ha encargado de restaurar gran parte de la medina y salvaguardar su patrimonio. En los últimos años se han realizado esfuerzos para restaurar más de la antigua medina, desde la restauración de docenas de monumentos individuales hasta intentos de rehabilitar el río Fez.
La plaza Lalla Yeddouna, en el corazón de la medina, se ha sometido recientemente a medidas de reconstrucción y conservación tras un concurso de diseño patrocinado por Millennium Challenge Corporation (Washington D. C.) y el Gobierno de Marruecos. Los proyectos de construcción programados para completarse en 2016 abarcan la preservación histórica de edificios particulares, la construcción de nuevos edificios que encajen en el tejido urbano existente y la regeneración de la ribera. La intención es no solo preservar la calidad y las características del sitio del Patrimonio Mundial de la UNESCO, sino también fomentar el desarrollo del área como un área sostenible de uso mixto para las industrias artesanales y los residentes locales.

## Puntos de referencia
Los siguientes son algunos de los principales monumentos históricos y lugares emblemáticos de Fes el-Bali.

### Mezquitas y zawiyas
- Mezquita-Universidad Al-Qarawiyyin
- Mezquita de los Andaluces
- Zauía de Moulay Idris II
- Zauía de Sidi Ahmed al-Tijani
- Mezquita Chrabliyine
- Mezquita Bab Guissa
- Mezquita Bou Jeloud
- Mezquita R'Cif
- Mezquita Abu al-Hassan
- Mezquita Diwan

### Madrasas
- Madrasa de Bou Inania
- Madrasa al-Attarine
- Madraza as-Sahrij
- Madrasa Querratina
- Madraza as-Seffarine
- Madrasa Mesbahiyya

### Palacios y casas históricas
- Dar Batha (Museo Batha)
- Dar Mnebhi
- Dar Moqri
- Dar Glaoui
- Dar Jamai
- Dar Adiyel

### Funduqs(posadas tradicionales)
- Funduq al-Najjarin (Museo Nejjarine de Artes y Oficios de Madera)
- Funduq Staouniyyin (también conocido como "Foundouk Tetouaniyine")
- Funduq Shamma'in (también escrito "Foundouk Chemmaïne")
- Funduq Sagha
- Funduq ketanina

### Tenerías
- Curtiduría Chouara
- Curtiduría Sidi Moussa

### Puertas y fortificaciones
- Murallas históricas de la ciudad
- Bab Bou Jeloud (puerta)
- Bab Mahrouk (puerta)
- Bab Ftouh (puerta)
- Bab Guissa (puerta)
- Borj Nord (fortaleza; también Museo de Armas)
- Borj Sud (fuerte)
- Kasbah an-Nouar (barrio amurallado) y Bab Chorfa (puerta)

### Otros hitos históricos
- Tumbas meriníes
- Cementerio Bab Ftouh (incluido el mausoleo de Sidi Harazem )
- Tala'a Kebira (calle)
- Kissariat al-Kifah (bazar)
- Dar al Magaña